# Hideko Takamine
Hideko Takamine,  (高峰 秀子?, Takamine Hideko) (Hakodate, 27 marzo 1924 – Tokyo, 28 dicembre 2010), è stata un'attrice giapponese, vincitrice di molti premi a livello nazionale ed internazionale.

## Biografia
Iniziata la carriera all'età di 5 anni nel film Haha del 1929, Hideko Takamine divenne subito molto popolare in patria diventando la più celebre attrice bambina del suo paese, venendo spesso paragonata alle statunitensi Shirley Temple o a Judy Garland.
Con il passare dell'età ha saputo confermare il suo talento, e nel 1937 ricevette molti consensi con la sua interpretazione drammatica di Tsuzurikata kyōshitsu di Kajirō Yamamoto, riuscendo quindi a conquistare un'immagine di attrice matura, nonostante la giovane età, e liberarsi dall'immagine di bambina prodigio. La coppia attrice-regista ha poi ripetuto il successo quattro anni dopo con Uma, consentendo alla Takamine di confermare il proprio successo. Negli anni seguenti prese ad interpretare ruoli di vario genere, dalla ragazza dolce e sensibile alla donna adulta costretta a sopportare le avversità della vita.
Nel corso della sua lunga carriera ha interpretato 177 film tra il 1929 e il 1979 lavorando con colleghi del calibro di Toshirō Mifune e Kinuyo Tanaka, è stata diretta da registi del calibro di Yasujirō Ozu, Keisuke Kinoshita e Akira Kurosawa.
Negli 1979 ha scelto di ritirarsi dal mondo del cinema e nel 1996 ha ricevuto l'Awards of the Japanese Academy alla carriera. È morta il 28 dicembre 2010 a 86 anni per un cancro ai polmoni.

## Filmografia parziale

### Cinema
- Il coro di Tokyo (Tōkyō no kōrasu), regia di Yasujirō Ozu (1931)
- Tsuzurikata kyôshitsu, regia di Kajirō Yamamoto (1938)
- Uma, regia di Kajirō Yamamoto (1941)
- Asu o tsukuru hitobito, regia di Akira Kurosawa, Hideo Sekigawa e Kajirō Yamamoto (1946)
- Le sorelle Munekata (Munekata kyoudai), regia di Yasujirō Ozu (1950)
- Carmen ritorna a casa (Karumen kokyô ni kaeru), regia di Keisuke Kinoshita (1951)
- Karumen junjô su, regia di Keisuke Kinoshita (1952)
- Entotsu no mieru basho, regia di Heinosuke Gosho (1953)
- Gan, regia di Shirō Toyoda (1953)
- Ventiquattro occhi (Nijûshi no hitomi), regia di Keisuke Kinoshita (1954)
- Floating Clouds (Ikigumo), regia di Mikio Naruse (1955)
- Kodomo no me, regia di Yoshirô Kawazu (1956)
- L'uomo del riksciò (Muhōmatsu no isshō), regia di Hiroshi Inagaki (1958)
- Quando una donna sale le scale (Onna ga kaidan wo agaru toki), regia di Mikio Naruse (1960)
- La condizione umana (Ningen no jōken), regia di Masaki Kobayashi (1961) - (capitolo "La preghiera del soldato")
- Amore immortale (Eien no hito), regia di Keisuke Kinoshita (1961)
- Midareru, regia di Mikio Naruse (1964)